# Neuwerkkerk
De Neuwerkkerk (Duits: Neuwerkkirche) is een voormalige en goed bewaarde kloosterkerk uit de 12e eeuw in Goslar. Tegenwoordig is het een protestants kerkgebouw.

## Geschiedenis
De keizerlijke landvoogd Volkmar von Wildenstein stichtte in de 12e eeuw een nonnenklooster buiten de middeleeuwse stadsversterkingen van Goslar. Onderdeel van het klooster was de stiftskerk St. Maria in horto (Heilige Maria in de tuin), tegenwoordig Neuwerkkerk genoemd. De eerste abdis kwam met twaalf nonnen uit Ichtershausen in  Thüringen.
Alhoewel het klooster niet tot een bepaalde orde behoorde, werden de kloosterregels van de Cisterciënzers nageleefd. Een pauselijk besluit in 1199 bepaalde dat het klooster Benedictijns werd. Na de reformatie werd het klooster tot in de jaren 1960 als vrouwenstift en hogere meisjesschool voortgezet. Sinds 1964 is het een protestantse parochiekerk. De laatste nonnen verlieten in 1969 de kloostergebouwen.

## Bouwbeschrijving
De Neuwerkkerk is een drieschepige, kruisvormige gewelfde basiliek. Het muurwerk bestaat uit ruwe steen dat van stucwerk is voorzien. De westelijke bouw heeft twee achtkante torens. Het hoofdportaal aan de noordzijde heeft een rijke profilering. Het drie traveeën tellende kerkschip kent het gebonden systeem (tegenover elk gewelf in de middenbeuk staan twee vierkante gewelven in de zijbeuken). Naar het oosten toe bevindt zich het transept en vervolgens het priesterkoor. Naast de hoofdapsis hebben de beide transeptarmen aan de oostzijde eveneens een apsis. In tegenstelling tot de apsissen in het dwarsschip, heeft de hoofdapsis rijk geprofileerde zuilen met fraaie kapitelen en rondboogfriezen.

## Interieur
De overgang van romaanse architectuur naar vroege gotiek drukt zijn stempel op het interieur van de kerk. Het middenschip wordt beheerst door ribben en gordelbogen. Bij de vier hoofdzuilen vormen de colonetten eigenaardige lussen. Twee van die lussen dragen ringen, waarvan één een ouroboros voorstelt. De kleinere tussenpijlers zijn op de hoeken van kleine zuiltjes voorzien.

### Muurschilderingen
De muurschilderingen dateren uit de 13e eeuw. Ze werd in 1874-1875 blootgelegd en gecompleteerd. De hoofdapsis toont in een mandorla van regenboogkleuren een zegenende Christus op de schoot van Maria. De troon staat op de zeven treden van de verlossing. Aan de einden van de treden bevinden zich in totaal veertien leeuwen, die de veertien geslachten van David voorstellen. Boven het hoofd van de Moeder Gods zweven zeven duiven, die de gaven van de Heilige Geest symboliseren. Links van het geheel staat Petrus en een knielende aartsengel Gabriël, rechts Paulus en knielend de eerste christelijke martelaar Stefanus. Boven het hoofdkoor zijn groepen engelen, heiligen, mannen en vrouwen die zich al zingend en biddend tot Jezus richten.

### Overige bezienswaardigheden
- Het 3,2 meter hoge triomfkruis uit het begin van de 16e eeuw (haar en doornenkroon zijn van natuurlijk materiaal).
- In de noordelijke transeptarm een piëta uit de eerste helft van de 14e eeuw, het graf van landvoogd Volkmar von Wildensstein en een grafsteen van een priester uit 1521.
- Een zandstenen reliëf uit het midden van de 15e eeuw op de westelijke kant van het noordelijk zijschip met de voorstelling Christus die op Witte Donderdag afscheid neemt van Zijn moeder.
- Aan de westelijke kant van het kerkschip het orgel op de galerij. De balustrade van de galerij bevat reliëfs van het doksaal en een kansel uit de 13e eeuw die in 1843 werden afgebroken.
- In het middenschip een monument voor de steenhouwer Wilhelmus (rond 1200); de engel houdt een banier in zijn hand met een Latijnse tekst: Aanschouw met eerbied de wonderbaarlijke werken van de steenhouwer. Op de basis staat de naam Wilhelmus vermeld.
- In de gordelboog van het middenschip bevindt zich een zegenende Christus uit circa 1240[1].

## Afbeeldingen

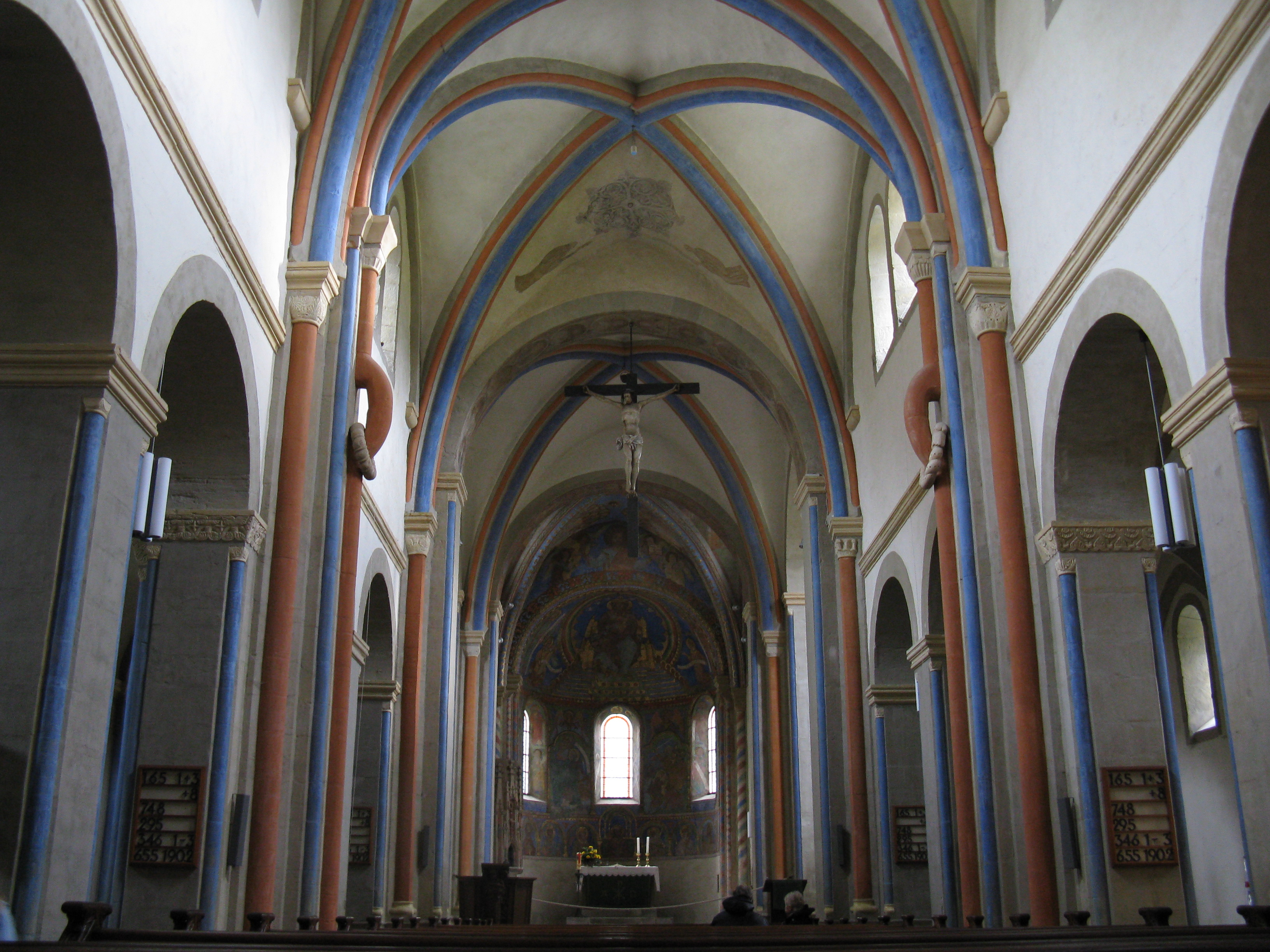
Interieur
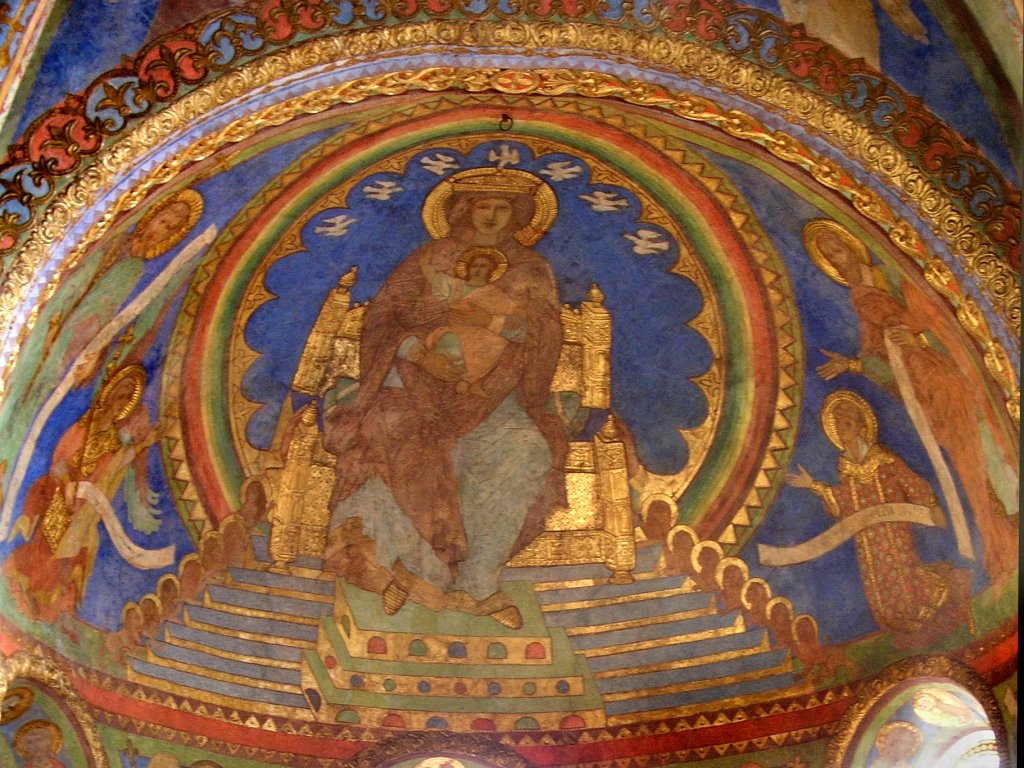
Muurschildering apsis
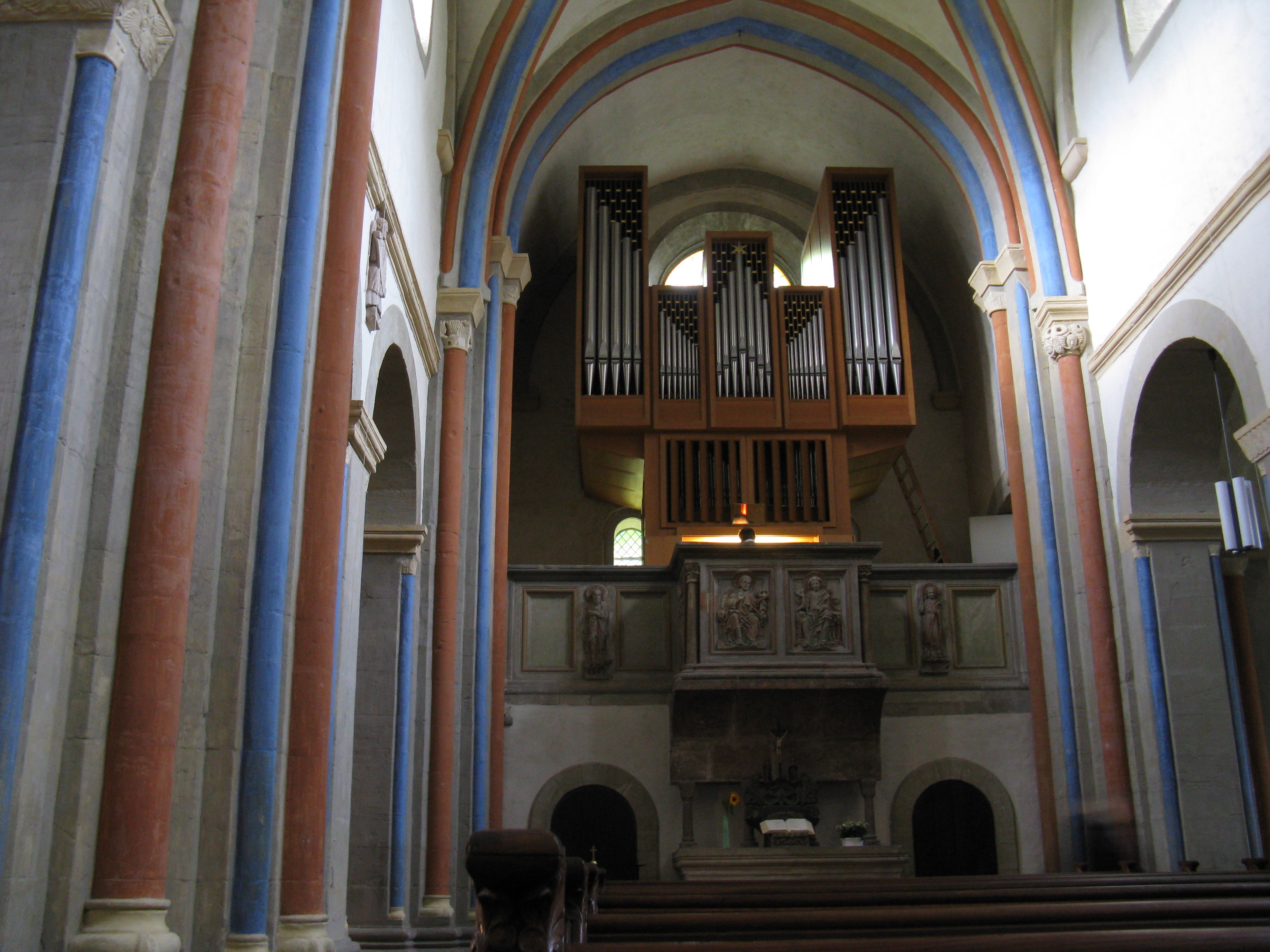
Westzijde (orgel en delen van doksaal)
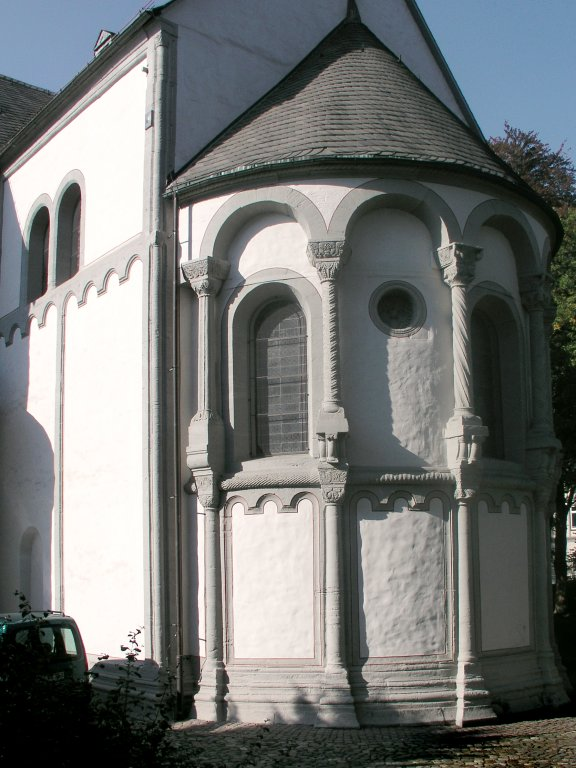
Apsis buitenzijde
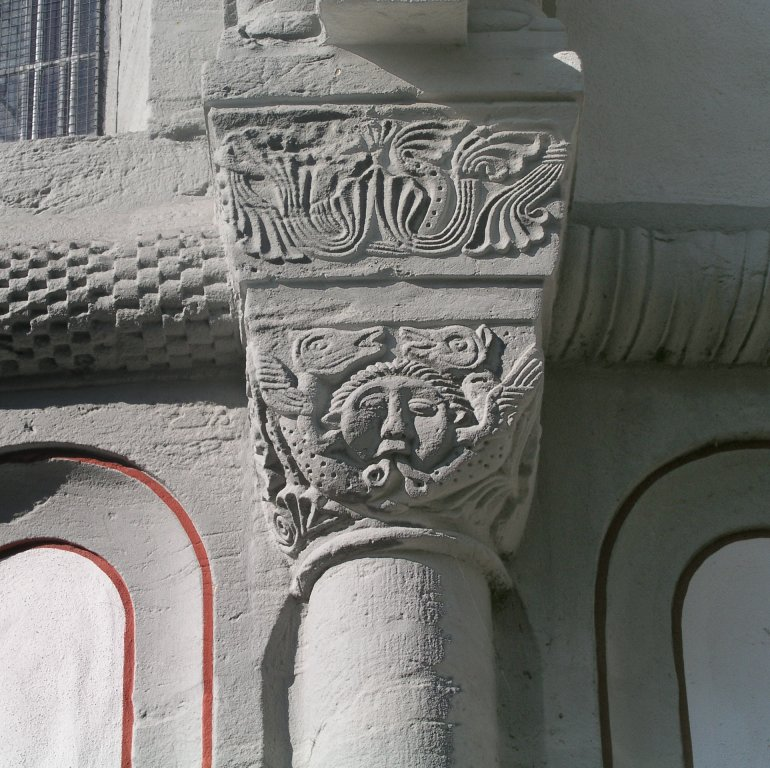
Kapiteel